# Cozma
Cozma là một xã thuộc hạt Mureș, România. Dân số thời điểm năm 2002 là 642 người.